# Preliminariile Ligii Campionilor 2015-2016
Preliminariile Ligii Campionilor 2015-2016 au început pe 30 iunie și se vor termina pe 26 august 2015. Un număr total de 56 de echipe participă în fazele de calificări și runda play-off pentru a decide 10 din cele 32 de locuri din faza grupelor Ligii Campionilor 2015-2016.
Toate orele de mai jos sunt în CEST (UTC+2).

## Datele rundelor și tragerilor la sorți
Toate tragerile la sorți au loc la sediul UEFA din Nyon, Elveția.
| Runda                 | Data și ora tragerii la sorți | Prima manșă           | Manșa secundă     |
| --------------------- | ----------------------------- | --------------------- | ----------------- |
| Primul tur preliminar | 22 iunie 2015, 12:00          | 30 iunie–1 iulie 2015 | 7–8 iulie 2015    |
| Turul doi preliminar  | 22 iunie 2015, 12:00          | 14–15 iulie 2015      | 21–22 iulie 2015  |
| Turul trei preliminar | 17 iulie 2015, 12:00          | 28–29 iulie 2015      | 4–5 august 2015   |
| Runda play-off        | 7 august 2015, 12:00          | 18–19 august 2015     | 25–26 august 2015 |

## Echipele
Echipele participante în calificări au fost separate în două secțiuni:
- Calea Campioanelor, care include toate campioanele naționale care nu s-au calificat automat pentru faza grupelor.
- Calea Ligii (numită și Calea non-campioanelor), care include toate echipele non-campioane naționale care nu s-au calificat automat pentru faza grupelor.

Un total de 56 de echipe (41 în Calea campioanelor, 15 în Calea ligii) u fost implicate în faza de calificări a Ligii Campionilor 2015-2016 . Cele 10 câștigătoare din runda play-off (5 în Calea campioanelor, 5 în Calea ligii) au avansat în faza grupelor, unde s-au alăturat altor 22 de echipe calificate automat. Cele 15 perdante din turul trei preliminar au mers în play-off-ul Europa League, iar cele 10 perdante din runda play-off au intrat în faza grupelor Europa League.
Mai jos sunt prezentate echipele participante (cu coeficienții lor UEFA de club pentru 2015), grupate după runda de debut.
| Legendă                                                                    |
| -------------------------------------------------------------------------- |
| Câștigătoarele din runda play-off au avansat în faza grupelor              |
| Pierdantele din runda play-off au mers în faza grupelor Europa League      |
| Pierdantele din turul trei preliminar au mers în play-off-ul Europa League |
| Pierdantele din primele două tururi preliminare au fosteliminate           |

| Echipa            | Coef        |
| Calea Ligii       | Calea Ligii |
| ----------------- | ----------- |
| Manchester United | 103.078     |
| Valencia          | 99.999      |
| Bayer Leverkusen  | 87.883      |
| Sporting CP       | 56.276      |
| Lazio             | 49.102      |

| Echipa             | Coef               |
| Calea Campioanelor | Calea Campioanelor |
| ------------------ | ------------------ |
| Basel              | 84.875             |
| Red Bull Salzburg  | 43.135             |
| Viktoria Plzeň     | 41.825             |
| Calea Ligii        |                    |
| Shakhtar Donetsk   | 86.033             |
| Ajax               | 66.195             |
| CSKA Moscova       | 55.599             |
| Club Brugge        | 41.440             |
| Monaco             | 31.483             |
| Young Boys         | 31.375             |
| Sparta Praga       | 30.825             |
| Fenerbahçe         | 30.020             |
| Panathinaikos      | 19.880             |
| Rapid Viena        | 15.635             |

| Echipa             | Coef               |
| Calea Campioanelor | Calea Campioanelor |
| ------------------ | ------------------ |
| Steaua București   | 40.259             |
| Celtic             | 39.080             |
| APOEL              | 35.460             |
| BATE Borisov       | 35.150             |
| Ludogorets Razgrad | 25.350             |
| Dinamo Zagreb      | 24.700             |
| Maribor            | 22.225             |
| Maccabi Tel Aviv   | 18.200             |
| Lech Poznań        | 17.300             |
| Partizan           | 14.775             |
| Malmö FF           | 12.545             |
| Qarabağ            | 11.500             |
| HJK                | 11.140             |
| Molde              | 10.375             |
| Midtjylland        | 7.960              |
| Videoton           | 7.950              |
| Skënderbeu Korçë   | 5.575              |
| Sarajevo           | 5.500              |
| Ventspils          | 5.350              |
| Dila Gori          | 4.875              |
| Trenčín            | 4.250              |
| Žalgiris Vilnius   | 3.900              |
| Astana             | 3.825              |
| Milsami Orhei      | 3.750              |
| Rudar Pljevlja     | 3.375              |
| Vardar             | 3.175              |
| Stjarnan           | 3.100              |
| Fola Esch          | 2.525              |
| Dundalk            | 2.150              |
| Hibernians         | 1.591              |

| Echipa             | Coef               |
| Calea Campioanelor | Calea Campioanelor |
| ------------------ | ------------------ |
| The New Saints     | 5.575              |
| Levadia Tallinn    | 4.200              |
| Pyunik             | 3.550              |
| FC Santa Coloma    | 2.666              |
| Crusaders          | 2.475              |
| B36 Tórshavn       | 1.450              |
| Lincoln Red Imps   | 0.550              |
| Folgore            | 0.349              |

## Primul tur preliminar

### Distribuție
Un număr de opt echipe au jucat în primul tur preliminar. Tragerea la sorți a avut loc pe 22 iunie 2015.
| Capi de serie                                         | Outsideri                                       |
| ----------------------------------------------------- | ----------------------------------------------- |
| The New Saints Levadia Tallinn Pyunik FC Santa Coloma | Crusaders B36 Tórshavn Lincoln Red Imps Folgore |

### Meciuri
Meciurile din prima manșă s-au jucat pe 30 iunie și 1 iulie, iar cele din manșa secundă pe 7 iulie 2015.

| Echipa 1         | Scor gen. | Echipa 2        | Tur | Retur |
| ---------------- | --------- | --------------- | --- | ----- |
| Lincoln Red Imps | 2–1       | FC Santa Coloma | 0–0 | 2–1   |
| Crusaders        | 1–1 (a)   | Levadia Tallinn | 0–0 | 1–1   |
| Pyunik           | 4–2       | Folgore         | 2–1 | 2–1   |
| B36 Tórshavn     | 2–6       | The New Saints  | 1–2 | 1–4   |

#### Prima manșă
| Pyunik                    | 2–1    | Folgore    |
| ------------------------- | ------ | ---------- |
| Satumyan 45+2' Romero 48' | Raport | Hirsch 71' |

| Lincoln Red Imps | 0–0    | FC Santa Coloma |
| ---------------- | ------ | --------------- |
|                  | Raport |                 |

| Crusaders | 0–0    | Levadia Tallinn |
| --------- | ------ | --------------- |
|           | Raport |                 |

| B36 Tórshavn | 1–2    | The New Saints       |
| ------------ | ------ | -------------------- |
| Samuelsen 7' | Raport | Quigley 9' Wilde 90' |

#### Manșa secundă
| Levadia Tallinn | 1–1    | Crusaders  |
| --------------- | ------ | ---------- |
| Luts 22'        | Raport | Carvill 4' |

1–1 la general. Crusaders a câștigat datorită golurilor marcate în deplasare.
| FC Santa Coloma | 1–2    | Lincoln Red Imps           |
| --------------- | ------ | -------------------------- |
| Lima 44'        | Raport | Bardon 48' L. Casciaro 64' |

Lincoln Red Imps a câștigat 2–1 la general.
| The New Saints                   | 4–1    | B36 Tórshavn     |
| -------------------------------- | ------ | ---------------- |
| Wilde 15', 27', 47' Williams 89' | Raport | Cieślewicz 90+1' |

The New Saints a câștigat 6–2 la general.
| Folgore    | 1–2    | Pyunik                          |
| ---------- | ------ | ------------------------------- |
| Traini 65' | Raport | K. Hovhannisyan 6' Satumyan 41' |

Pyunik a câștigat 4–2 la general.

## Turul doi preliminar

### Distribuție
A total of 34 teams played in the second qualifying round: 30 teams which entered in this round, and the four winners of the first qualifying round. The draw was held on 22 June 2015.
| Group 1                                            | Group 1                                          | Group 2                                            | Group 2                                                                   | Group 3                                                                              | Group 3                                                                  |
| Capi de serie                                      | Outsideri                                        | Capi de serie                                      | Outsideri                                                                 | Capi de serie                                                                        | Outsideri                                                                |
| -------------------------------------------------- | ------------------------------------------------ | -------------------------------------------------- | ------------------------------------------------------------------------- | ------------------------------------------------------------------------------------ | ------------------------------------------------------------------------ |
| APOEL Maribor Maccabi Tel Aviv Lech Poznań Qarabağ | Sarajevo Astana Rudar Pljevlja Vardar Hibernians | Celtic BATE Borisov Malmö FF HJK Molde Midtjylland | Ventspils Žalgiris Vilnius Pyunik[†] Stjarnan Lincoln Red Imps[†] Dundalk | Steaua București Ludogorets Razgrad Dinamo Zagreb Partizan Videoton Skënderbeu Korçë | The New Saints[†] Dila Gori Trenčín Crusaders[†] Milsami Orhei Fola Esch |

Notes
1. † Winners of the first qualifying round whose identity was not known at the time of the draw. Teams in italics defeated a team with a higher coefficient in the first qualifying round, thus effectively taking the coefficient of their defeated opponent in the draw for the second qualifying round.

### Meciuri
The first legs were played on 14 and 15 July, and the second legs were played on 21 and 22 iulie 2015.

| Echipa 1           | Scor gen. | Echipa 2         | Tur | Retur    |
| ------------------ | --------- | ---------------- | --- | -------- |
| Hibernians         | 3–6       | Maccabi Tel Aviv | 2–1 | 1–5      |
| APOEL              | 1–1 (a)   | Vardar           | 0–0 | 1–1      |
| Qarabağ            | 1–0       | Rudar Pljevlja   | 0–0 | 1–0      |
| Sarajevo           | 0–3       | Lech Poznań      | 0–2 | 0–1      |
| Maribor            | 2–3       | Astana           | 1–0 | 1–3      |
| BATE Borisov       | 2–1       | Dundalk          | 2–1 | 0–0      |
| Ventspils          | 1–4[A]    | HJK              | 1–3 | 0–1      |
| Midtjylland        | 3–0       | Lincoln Red Imps | 1–0 | 2–0      |
| Molde              | 5–1       | Pyunik           | 5–0 | 0–1      |
| Malmö FF           | 1–0       | Žalgiris Vilnius | 0–0 | 1–0      |
| Celtic             | 6–1       | Stjarnan         | 2–0 | 4–1      |
| Trenčín            | 3–4       | Steaua București | 0–2 | 3–2      |
| Partizan           | 3–0       | Dila Gori        | 1–0 | 2–0      |
| Ludogorets Razgrad | 1–3       | Milsami Orhei    | 0–1 | 1–2      |
| Dinamo Zagreb      | 4–1[A]    | Fola Esch        | 1–1 | 3–0      |
| Skënderbeu Korçë   | 6–4       | Crusaders        | 4–1 | 2–3      |
| The New Saints     | 1–2       | Videoton         | 0–1 | 1–1 d.p. |

Notes
1. ^ a b Order of legs reversed after original draw.

#### Prima manșă
| Ventspils    | 1–3    | HJK                                       |
| ------------ | ------ | ----------------------------------------- |
| Jemeļins 63' | Raport | Zeneli 75' (pen.) Jallow 86' Tanaka 90+2' |

| APOEL | 0–0    | Vardar |
| ----- | ------ | ------ |
|       | Raport |        |

| Midtjylland   | 1–0    | Lincoln Red Imps |
| ------------- | ------ | ---------------- |
| Rasmussen 33' | Raport |                  |

| Ludogorets Razgrad | 0–1    | Milsami Orhei |
| ------------------ | ------ | ------------- |
|                    | Raport | Antoniuc 41'  |

| Hibernians            | 2–1    | Maccabi Tel Aviv |
| --------------------- | ------ | ---------------- |
| Jorginho 74' Lima 85' | Raport | Igiebor 22'      |

| Molde                                                | 5–0    | Pyunik |
| ---------------------------------------------------- | ------ | ------ |
| Elyounoussi 35', 44' Kamara 84', 90+2' Moström 90+5' | Raport |        |

| Skënderbeu Korçë                       | 4–1    | Crusaders |
| -------------------------------------- | ------ | --------- |
| Nimaga 15' Salihi 34', 83' Berisha 76' | Raport | Owens 48' |

| The New Saints | 0–1    | Videoton    |
| -------------- | ------ | ----------- |
|                | Raport | Gyurcsó 77' |

| Maribor  | 1–0    | Astana |
| -------- | ------ | ------ |
| Šuler 5' | Raport |        |

| Trenčín | 0–2    | Steaua București        |
| ------- | ------ | ----------------------- |
|         | Raport | Stanciu 63' Hamroun 70' |

| Partizan    | 1–0    | Dila Gori |
| ----------- | ------ | --------- |
| Babović 83' | Raport |           |

| Sarajevo | 0–2    | Lech Poznań                 |
| -------- | ------ | --------------------------- |
|          | Raport | Hämäläinen 40' Thomalla 62' |

| Qarabağ | 0–0    | Rudar Pljevlja |
| ------- | ------ | -------------- |
|         | Raport |                |

| Malmö FF | 0–0    | Žalgiris Vilnius |
| -------- | ------ | ---------------- |
|          | Raport |                  |

| BATE Borisov                 | 2–1    | Dundalk      |
| ---------------------------- | ------ | ------------ |
| Karnitsky 11' Yablonskiy 38' | Raport | McMillan 32' |

| Celtic                  | 2–0    | Stjarnan |
| ----------------------- | ------ | -------- |
| Boyata 44' Johansen 56' | Raport |          |

| Dinamo Zagreb | 1–1    | Fola Esch |
| ------------- | ------ | --------- |
| Henríquez 36' | Raport | Hadji 25' |

#### Manșa secundă
| Dila Gori | 0–2    | Partizan                 |
| --------- | ------ | ------------------------ |
|           | Raport | Brašanac 37' Oumarou 64' |

Partizan won 3–0 la general.
| Pyunik      | 1–0    | Molde |
| ----------- | ------ | ----- |
| Badoyan 74' | Raport |       |

Molde won 5–1 la general.
| Milsami Orhei         | 2–1    | Ludogorets Razgrad |
| --------------------- | ------ | ------------------ |
| Andronic 26' Racu 89' | Raport | Wanderson 25'      |

Milsami Orhei won 3–1 la general.
| HJK          | 1–0    | Ventspils |
| ------------ | ------ | --------- |
| Havenaar 83' | Raport |           |

HJK won 4–1 la general.
| Maccabi Tel Aviv                                                       | 5–1    | Hibernians |
| ---------------------------------------------------------------------- | ------ | ---------- |
| Jorginho 32' (o.g.) Zahavi 58' (pen.), 90' Ben Haim II 61' Igiebor 82' | Raport | Soares 52' |

Maccabi Tel Aviv won 6–3 la general.
| Vardar           | 1–1    | APOEL           |
| ---------------- | ------ | --------------- |
| Ljamčevski 90+4' | Raport | De Vincenti 60' |

1–1 la general. APOEL won on away goals.
| Lincoln Red Imps | 0–2    | Midtjylland           |
| ---------------- | ------ | --------------------- |
|                  | Raport | Pušić 44' Duelund 89' |

Midtjylland won 3–0 la general.
| Žalgiris Vilnius | 0–1    | Malmö FF       |
| ---------------- | ------ | -------------- |
|                  | Raport | Tinnerholm 55' |

Malmö FF won 1–0 la general.
| Crusaders                               | 3–2    | Skënderbeu Korçë       |
| --------------------------------------- | ------ | ---------------------- |
| O'Flynn 50' Snoddy 90+2' Mitchell 90+3' | Raport | Berisha 69' Latifi 77' |

Skënderbeu Korçë won 6–4 la general.
| Astana                               | 3–1    | Maribor      |
| ------------------------------------ | ------ | ------------ |
| Dzholchiev 12' Cañas 43' Twumasi 58' | Raport | Rajčević 39' |

Astana won 3–2 la general.
| Fola Esch | 0–3    | Dinamo Zagreb          |
| --------- | ------ | ---------------------- |
|           | Raport | Pjaca 29', 40' Rog 75' |

Dinamo Zagreb won 4–1 la general.
| Steaua București           | 2–3    | Trenčín                  |
| -------------------------- | ------ | ------------------------ |
| Muniru 57' Tadé 60' (pen.) | Raport | Wesley 13', 84' Bero 21' |

Steaua București won 4–3 la general.
| Videoton     | 1–1 (d.p.) | The New Saints |
| ------------ | ---------- | -------------- |
| Gyurcsó 107' | Raport     | Williams 78'   |

Videoton won 2–1 la general.
| Rudar Pljevlja | 0–1    | Qarabağ      |
| -------------- | ------ | ------------ |
|                | Raport | Reynaldo 57' |

Qarabağ won 1–0 la general.
| Lech Poznań | 1–0    | Sarajevo |
| ----------- | ------ | -------- |
| Douglas 6'  | Raport |          |

Lech Poznań won 3–0 la general.
| Dundalk | 0–0    | BATE Borisov |
| ------- | ------ | ------------ |
|         | Raport |              |

BATE Borisov won 2–1 la general.
| Stjarnan  | 1–4    | Celtic                                              |
| --------- | ------ | --------------------------------------------------- |
| Finsen 7' | Raport | Bitton 33' Mulgrew 49' Griffiths 88' Johansen 90+3' |

Celtic won 6–1 la general.

## Turul trei preliminar

### Distribuție
The third qualifying round is split into two separate sections: Champions Route (for league champions) and League Route (for league non-champions). The losing teams in both sections enter the 2015–16 UEFA Europa League play-off round.
A total of 30 teams will play in the third qualifying round:
- Champions Route: three teams which entered in this round, and the 17 winners of the second qualifying round.
- League Route: ten teams which entered in this round.

The draw was held on 17 iulie 2015.
| Champions Route                                                | Champions Route                                                  | Champions Route                                                            | Champions Route                                                     | League Route                                          | League Route                                                 |
| Group 1                                                        | Group 1                                                          | Group 2                                                                    | Group 2                                                             | League Route                                          | League Route                                                 |
| Capi de serie                                                  | Outsideri                                                        | Capi de serie                                                              | Outsideri                                                           | Capi de serie                                         | Outsideri                                                    |
| -------------------------------------------------------------- | ---------------------------------------------------------------- | -------------------------------------------------------------------------- | ------------------------------------------------------------------- | ----------------------------------------------------- | ------------------------------------------------------------ |
| Basel Steaua București[†] Celtic[†] Milsami Orhei[†] Astana[†] | Lech Poznań[†] Partizan[†] Qarabağ[†] HJK[†] Skënderbeu Korçë[†] | Red Bull Salzburg Viktoria Plzeň APOEL[†] BATE Borisov[†] Dinamo Zagreb[†] | Maccabi Tel Aviv[†] Malmö FF[†] Molde[†] Midtjylland[†] Videoton[†] | Shakhtar Donetsk Ajax CSKA Moscova Club Brugge Monaco | Young Boys Sparta Praga Fenerbahçe Panathinaikos Rapid Viena |

Notes
1. † Winners of the second qualifying round, whose identity was not known at the time of the draw. Teams in italics defeated a team with a higher coefficient in the second qualifying round, thus effectively taking the coefficient of their defeated opponent in the draw for the third qualifying round.

### Meciuri
Meciurile din prima manșă s-au jucat pe 28 și 29 iulie, iar cele din manșa secundă pe 4 și 5 august 2015.

| Echipa 1           | Scor gen.          | Echipa 2           | Tur                | Retur              |                    |
| Calea Campioanelor | Calea Campioanelor | Calea Campioanelor | Calea Campioanelor | Calea Campioanelor | Calea Campioanelor |
| ------------------ | ------------------ | ------------------ | ------------------ | ------------------ | ------------------ |
| Lech Poznań        | 1–4                | Basel              | 1–3                | 0–1                |                    |
| Milsami Orhei      | 0–4                | Skënderbeu Korçë   | 0–2                | 0–2                |                    |
| HJK                | 3–4                | Astana             | 0–0                | 3–4                |                    |
| Celtic             | 1–0                | Qarabağ            | 1–0                | 0–0                |                    |
| Steaua București   | 3–5                | Partizan           | 1–1                | 2–4                |                    |
| Midtjylland        | 2–2 (a)            | APOEL              | 1–2                | 1–0                |                    |
| Maccabi Tel Aviv   | 3–2                | Viktoria Plzeň     | 1–2                | 2–0                |                    |
| Dinamo Zagreb      | 4–4 (a)            | Molde              | 1–1                | 3–3                |                    |
| Videoton           | 1–2                | BATE Borisov       | 1–1                | 0–1                |                    |
| Red Bull Salzburg  | 2–3                | Malmö FF           | 2–0                | 0–3                |                    |
| Calea Ligii        |                    |                    |                    |                    |                    |
| Panathinaikos      | 2–4                | Club Brugge        | 2–1                | 0–3                |                    |
| Young Boys         | 1–7                | Monaco             | 1–3                | 0–4                |                    |
| CSKA Moscova       | 5–4                | Sparta Praga       | 2–2                | 3–2                |                    |
| Rapid Viena        | 5–4                | Ajax               | 2–2                | 3–2                |                    |
| Fenerbahçe         | 0–3                | Shakhtar Donetsk   | 0–0                | 0–3                |                    |

#### Prima manșă
| CSKA Moscova          | 2–2    | Sparta Praga         |
| --------------------- | ------ | -------------------- |
| Dzagoev 14' Tošić 53' | Raport | Fatai 15' Krejčí 57' |

| Milsami Orhei | 0–2    | Skënderbeu Korçë       |
| ------------- | ------ | ---------------------- |
|               | Raport | Salihi 49', 73' (pen.) |

| Midtjylland | 1–2    | APOEL                             |
| ----------- | ------ | --------------------------------- |
| Poulsen 88' | Raport | Hansen 30' (o.g.) De Vincenti 33' |

| Maccabi Tel Aviv | 1–2    | Viktoria Plzeň              |
| ---------------- | ------ | --------------------------- |
| Yitzhaki 79'     | Raport | Mahmutović 17' Petržela 21' |

| Panathinaikos               | 2–1    | Club Brugge          |
| --------------------------- | ------ | -------------------- |
| Berg 37' Karelis 65' (pen.) | Raport | Bolingoli-Mbombo 10' |

| Fenerbahçe | 0–0    | Shakhtar Donetsk |
| ---------- | ------ | ---------------- |
|            | Raport |                  |

| Young Boys  | 1–3    | Monaco                               |
| ----------- | ------ | ------------------------------------ |
| Nuzzolo 74' | Raport | Kurzawa 64' Carrillo 72' Pašalić 75' |

| Videoton     | 1–1    | BATE Borisov  |
| ------------ | ------ | ------------- |
| Vinícius 89' | Raport | Karnitsky 56' |

| Dinamo Zagreb | 1–1    | Molde      |
| ------------- | ------ | ---------- |
| Henríquez 18' | Raport | Kamara 21' |

| HJK | 0–0    | Astana |
| --- | ------ | ------ |
|     | Raport |        |

| Red Bull Salzburg                | 2–0    | Malmö FF |
| -------------------------------- | ------ | -------- |
| Ulmer 51' Hinteregger 89' (pen.) | Raport |          |

| Steaua București | 1–1    | Partizan      |
| ---------------- | ------ | ------------- |
| Varela 81'       | Raport | Vulićević 62' |

| Lech Poznań  | 1–3    | Basel                          |
| ------------ | ------ | ------------------------------ |
| Thomalla 36' | Raport | Lang 34' Janko 77' Callà 90+2' |

| Celtic     | 1–0    | Qarabağ |
| ---------- | ------ | ------- |
| Boyata 82' | Raport |         |

| Rapid Viena         | 2–2    | Ajax              |
| ------------------- | ------ | ----------------- |
| Kainz 48' Berić 76' | Raport | Klaassen 25', 43' |

#### Manșa secundă
| APOEL | 0–1    | Midtjylland    |
| ----- | ------ | -------------- |
|       | Raport | Sviatchenko 3' |

2–2 la general. APOEL a câștigat cu on away goals.
| Molde                                         | 3–3    | Dinamo Zagreb               |
| --------------------------------------------- | ------ | --------------------------- |
| Hussain 43' Elyounoussi 52' (pen.) Kamara 75' | Raport | Pjaca 17' Ademi 20' Rog 22' |

4–4 la general. Dinamo Zagreb a câștigat cu on away goals.
| Ajax                 | 2–3    | Rapid Viena               |
| -------------------- | ------ | ------------------------- |
| Milik 52' Gudelj 75' | Raport | Berić 12' Schaub 39', 77' |

Rapid Viena a câștigat cu 5–4 la general.
| Monaco                                                | 4–0    | Young Boys |
| ----------------------------------------------------- | ------ | ---------- |
| Cavaleiro 54' Kurzawa 64' Martial 70' El Shaarawy 77' | Raport |            |

Monaco a câștigat cu 7–1 la general.
| Astana                                                  | 4–3    | HJK                                  |
| ------------------------------------------------------- | ------ | ------------------------------------ |
| Twumasi 44' Cañas 47' (pen.) Shomko 56' Postnikov 90+3' | Raport | Jallow 4' Baah 42' Zeneli 86' (pen.) |

Astana a câștigat cu 4–3 la general.
| Qarabağ | 0–0    | Celtic |
| ------- | ------ | ------ |
|         | Raport |        |

Celtic a câștigat cu 1–0 la general.
| Sparta Praga        | 2–3    | CSKA Moscova              |
| ------------------- | ------ | ------------------------- |
| Krejčí 6' Fatai 16' | Raport | Musa 34', 51' Dzagoev 76' |

CSKA Moscova a câștigat cu 5–4 la general.
| BATE Borisov | 1–0    | Videoton |
| ------------ | ------ | -------- |
| Nikolić 82'  | Raport |          |

BATE Borisov a câștigat cu 2–1 la general.
| Basel           | 1–0    | Lech Poznań |
| --------------- | ------ | ----------- |
| Bjarnason 90+1' | Raport |             |

Basel a câștigat cu 4–1 la general.
| Partizan                                             | 4–2    | Steaua București       |
| ---------------------------------------------------- | ------ | ---------------------- |
| Babović 8' Jevtović 60' A. Živković 69' Trujić 90+1' | Raport | Muniru 11' Hamroun 33' |

Partizan a câștigat cu 5–3 la general.
| Malmö FF                          | 3–0    | Red Bull Salzburg |
| --------------------------------- | ------ | ----------------- |
| Đurđić 7' Rosenberg 14' Rodić 42' | Raport |                   |

Malmö a câștigat cu 3–2 la general.
| Club Brugge                      | 3–0    | Panathinaikos |
| -------------------------------- | ------ | ------------- |
| Cools 53' Vázquez 58' Oularé 82' | Raport |               |

Club Brugge a câștigat cu 4–2 la general.
| Skënderbeu Korçë      | 2–0    | Milsami Orhei |
| --------------------- | ------ | ------------- |
| Salihi 16' Progni 55' | Raport |               |

Skënderbeu Korçë a câștigat cu 4–0 la general.
| Viktoria Plzeň | 0–2    | Maccabi Tel Aviv       |
| -------------- | ------ | ---------------------- |
|                | Raport | Zahavi 76' (pen.), 83' |

Maccabi Tel Aviv a câștigat cu 3–2 la general.
| Shakhtar Donetsk                         | 3–0    | Fenerbahçe |
| ---------------------------------------- | ------ | ---------- |
| Hladkyy 25' Srna 65' (pen.) Teixeira 68' | Raport |            |

Shakhtar Donetsk a câștigat cu 3–0 la general.

## Runda Play-off

### Distribuție
The play-off round is split into two separate sections: Champions Route (for league champions) and League Route (for league non-champions). The losing teams in both sections enter the 2015–16 UEFA Europa League group stage.
A total of 20 teams will play in the play-off round:
- Champions Route: the ten Champions Route winners of the third qualifying round.
- League Route: five teams which enter in this round, and the five League Route winners of the third qualifying round.

The draw was held on 7 august 2015.

| Calea Campioanelor                                           | Calea Campioanelor                                                        | Calea Ligii                                                                    | Calea Ligii                                                      |
| Capi de serie                                                | Outsideri                                                                 | Capi de serie                                                                  | Outsideri                                                        |
| ------------------------------------------------------------ | ------------------------------------------------------------------------- | ------------------------------------------------------------------------------ | ---------------------------------------------------------------- |
| Basel[†] Celtic[†] APOEL[†] BATE Borisov[†] Dinamo Zagreb[†] | Maccabi Tel Aviv[†] Partizan[†] Malmö FF[†] Skënderbeu Korçë[†] Astana[†] | Manchester United Valencia Bayer Leverkusen Shakhtar Donetsk[†][‡] Sporting CP | CSKA Moscova[†][‡] Lazio Club Brugge[†] Monaco[†] Rapid Viena[†] |

Notes
1. † Winners of the third qualifying round.
2. ‡ Due to the restriction in Russian and Ukrainian clubs meeting, Shakhtar Donetsk cannot be drawn against CSKA Moscova.

### Meciuri
The first legs will be played on 18 and 19 August, and the second legs will be played on 25 and 26 august 2015.

| Echipa 1          | Scor gen.       | Echipa 2         | Tur             | Retur           |                 |
| Champions Route   | Champions Route | Champions Route  | Champions Route | Champions Route | Champions Route |
| ----------------- | --------------- | ---------------- | --------------- | --------------- | --------------- |
| Astana            |                 | APOEL            | 18 Aug          | 26 Aug          |                 |
| Skënderbeu Korçë  |                 | Dinamo Zagreb    | 19 Aug          | 25 Aug          |                 |
| Celtic            |                 | Malmö FF         | 19 Aug          | 25 Aug          |                 |
| Basel             |                 | Maccabi Tel Aviv | 19 Aug          | 25 Aug          |                 |
| BATE Borisov      |                 | Partizan         | 18 Aug          | 26 Aug          |                 |
| League Route      |                 |                  |                 |                 |                 |
| Lazio             |                 | Bayer Leverkusen | 18 Aug          | 26 Aug          |                 |
| Manchester United |                 | Club Brugge      | 18 Aug          | 26 Aug          |                 |
| Sporting CP       |                 | CSKA Moscova     | 18 Aug          | 26 Aug          |                 |
| Rapid Viena       |                 | Shakhtar Donetsk | 19 Aug          | 25 Aug          |                 |
| Valencia          |                 | Monaco           | 19 Aug          | 25 Aug          |                 |

#### Prima manșă
| Astana | 4 - 5  | APOEL |
| ------ | ------ | ----- |
|        | Raport |       |

| BATE Borisov | 1 - 1  | Partizan |
| ------------ | ------ | -------- |
|              | Raport |          |

| Lazio | 1 - 2  | Bayer Leverkusen |
| ----- | ------ | ---------------- |
|       | Raport |                  |

| Manchester United | 3 - 1  | Club Brugge |
| ----------------- | ------ | ----------- |
|                   | Raport |             |

| Sporting CP | 4 - 0  | CSKA Moscova |
| ----------- | ------ | ------------ |
|             | Raport |              |

| Skënderbeu Korçë | 2 - 2  | Dinamo Zagreb |
| ---------------- | ------ | ------------- |
|                  | Raport |               |

| Celtic | 3 - 2  | Malmö FF |
| ------ | ------ | -------- |
|        | Raport |          |

| Basel | 2 - 0  | Maccabi Tel Aviv |
| ----- | ------ | ---------------- |
|       | Raport |                  |

| Rapid Viena | 1 - 3  | Shakhtar Donetsk |
| ----------- | ------ | ---------------- |
|             | Raport |                  |

| Valencia | 4 - 2  | Monaco |
| -------- | ------ | ------ |
|          | Raport |        |

#### Manșa secundă
| Dinamo Zagreb | 2 - 3  | Skënderbeu Korçë |
| ------------- | ------ | ---------------- |
|               | Raport |                  |

| Malmö FF | 0 - 3  | Celtic |
| -------- | ------ | ------ |
|          | Raport |        |

| Maccabi Tel Aviv | 2 - 2  | Basel |
| ---------------- | ------ | ----- |
|                  | Raport |       |

| Shakhtar Donetsk | 1 - 1  | Rapid Viena |
| ---------------- | ------ | ----------- |
|                  | Raport |             |

| Monaco | 2 - 3  | Valencia |
| ------ | ------ | -------- |
|        | Raport |          |

| APOEL | 3 - 0  | Astana |
| ----- | ------ | ------ |
|       | Raport |        |

| Partizan | 2 - 0  | BATE Borisov |
| -------- | ------ | ------------ |
|          | Raport |              |

| Bayer Leverkusen | 1 - 0  | Lazio |
| ---------------- | ------ | ----- |
|                  | Raport |       |

| Club Brugge | 0 - 4  | Manchester United |
| ----------- | ------ | ----------------- |
|             | Raport |                   |

| CSKA Moscova | 2 - 3  | Sporting CP |
| ------------ | ------ | ----------- |
|              | Raport |             |

## Topul marcatorilor
Notă: Jucătorii și echipele marcate cu bold sunt activi în competiție.
La 5 august 2015.
| Loc | Jucător             | Echipa           | Goluri | Minute jucate |
| --- | ------------------- | ---------------- | ------ | ------------- |
| 1   | Hamdi Salihi        | Skënderbeu Korçë | 5      | 348           |
| 2   | Eran Zahavi         | Maccabi Tel Aviv | 4      | 270           |
| 2   | Ola Kamara          | Molde            | 4      | 331           |
| 2   | Michael Wilde       | The New Saints   | 4      | 368           |
| 5   | Marko Pjaca         | Dinamo Zagreb    | 3      | 360           |
| 5   | Mohamed Elyounoussi | Molde            | 3      | 360           |
| 7   | 28 de jucători      | 28 de jucători   | 2      | N/A           |

Source: